# Retinol
O retinol, também conhecido como vitamina A1, é uma vitamina encontrada nos alimentos e utilizada como suplemento dietético. Como suplemento é usado para tratar e prevenir a deficiência de vitamina A, especialmente aquela que causa xeroftalmia. Em regiões onde a deficiência é comum, uma única grande dose é recomendada algumas vezes por ano para aqueles que estejam em alto risco. Também é usado para reduzir o risco de complicações em pacientes com sarampo. É administrado por via oral ou injeção intramuscular.
O retinol em doses normais é bem tolerado. Altas doses podem causar hepatomegalia, pele seca ou hipervitaminose A.  Doses elevadas durante a gravidez podem causar danos ao feto. O retinol faz parte da família da vitamina A. É convertido no organismo em retinal e ácido retinoico pelos quais atua. As fontes alimentares incluem peixe, laticínios e carne.
Além disso, o retinol é um dos compostos mais estudados e comprovados na dermatologia para o tratamento de várias condições da pele, incluindo acne, envelhecimento cutâneo e hiperpigmentação. Sua eficácia deve-se à sua capacidade de modular o crescimento celular e a diferenciação. A indústria cosmética tem aproveitado essas propriedades para desenvolver uma ampla gama de produtos destinados a melhorar a saúde da derme e que se regenere a beleza da pele.
O retinol atua ao nível celular, ligando-se a receptores nucleares específicos que regulam a expressão de genes envolvidos na renovação celular e na síntese de componentes dérmicos, como o colágeno. Essa interação promove a esfoliação da camada superficial da pele, melhorando sua textura e aparência, e estimula a regeneração celular, resultando em uma pele mais jovem e saudável.
O retinol foi descoberto em 1909, isolado em 1931 e fabricado pela primeira vez em 1947. Está na Lista de Medicamentos Essenciais da Organização Mundial da Saúde. O retinol está disponível como medicamento genérico e de venda livre. O custo de atacado nos países em desenvolvimento é de cerca de $0,02 a 0,30 por 50.000 unidades. Nos Estados Unidos é acessível.